# Claudine Houriet
Claudine Houriet, née le 22 février 1944 à Bienne, est une peintre et écrivaine suisse. Elle réside à Tramelan, dans le Jura bernois.

## Biographie
Après une formation à l’École normale à Delémont et à l’École d’Arts appliqués de La Chaux-de-Fonds, Claudine Houriet se consacre durant quelques années à l’enseignement. Puis elle décide de s’adonner entièrement à l’écriture et à la peinture. Elle a également collaboré à la revue Intervalles.

## Distinctions
- Prix de littérature française du canton de Berne 1999[2].

## Œuvres
- 1988 : Ressacs, roman, Moutier,
- 1989 : Saisons premières, roman, Lausanne,
- 1991 : Le Rire des Parques, nouvelles, Avin-Hannut,
- 1995 : L’Invitation de l’ange, nouvelles, Avin-Hannut,
- 1998 : Le Ravaudage de l’âme, roman, éditions Luce Wilquin, Avin-Hannut,  (ISBN 2882531168)
- 2003 : L'Étoffe des songes, roman Avin-Hannut, éditions Luce Wilquin (ISBN 2-88253-218-0)
- 2005 : Syllabes de verdure, nouvelles, Porrentruy,
- 2008 : Le Temps où nous aimions, recueil, éditions Luce Wilquin  (ISBN 978-2-88253-367-8)